# Архиепархия Лиона
Архиепархия Лиона (Лугдунская архиепархия, лат. Archidioecesis Lugdunensis, фр. Archidiocèse de Lyon) — одна из 23 архиепархий Католической церкви во Франции. Центр епархии в третьем по величине городе страны Лионе. Епархия Лиона — старейшая из епархий Франции, основана во II веке. Её глава носит почётный титул примаса Галлии. С 1876 по 2020 все лионские архиепископы были кардиналами.

## История
Христианская традиция возводит основание епархии в Лионе к середине II века. Лион (Лугдун) был в этот период главным городом римской Галлии. Первым епископом Лиона был святой Пофин, посланный в Галлию для проповеди христианства Поликарпом Смирнским. В 177 году в ходе гонений на христиан в Лионе было замучено множество христиан, среди них епископ Пофин и святая Бландина. Преемником Пофина на посту лионского епископа стал Ириней, богослов и один из первых Отцов Церкви, также ученик Поликарпа. Два первых архиепископа Лиона почитаются в качестве его святых покровителей. Около 300 года епархия Лиона получила статус архиепархии.
В Лионе проходили два Вселенских собора Католической церкви: Первый Лионский собор (13 Вселенский) в 1245 году и Второй Лионский собор (14 Вселенский) в 1274 году. С IX по XIX век в Лионской архиепархии в богослужении использовался особый лионский обряд, близкий к римскому, но всё же отличный от него. В 1822 году к Лионской архиепархии была присоединена древняя архиепархия Вьенна, после чего архидиоцез получил двойное наименование: Лиона-Вьенна. В 2006 году епархия вновь снова стала именоваться Лионской.
В административном плане архиепархии Лиона подчинены 7 епархий: Анси, Белле-Ар, Шамбери, Гренобля-Вьена, Сент-Этьен, Валанса, Вивье. В настоящее время архиепархию возглавляет архиепископ Оливье де Жерме, который был назначен на этот пост 20 октября 2020 года.
Согласно статистике на 2004 год в Лионской архиепархии 160 приходов, 570 священников, 214 монахов (в том числе 100 иеромонахов), 2090 монахинь и 51 постоянный диакон. Число католиков — 1 200 000 человек (около 70 % общего населения епархии).
Кафедральный собор архиепархии — Собор Иоанна Крестителя. Ещё два храма архиепархии носят почётный статус «малых базилик», оба находятся также в Лионе — Нотр-Дам-де-Фурвьер (Notre-Dame de Fourvière) и Сан-Мартен-д-Эне (Saint-Martin d’Ainay).

## Знаменитые персоналии
Ряд видных людей в различное время занимали пост лионского епископа (архиепископа). Среди них:
- Пофин Лионский (умер в 177), святой, первый епископ Лиона, мученик
- Ириней Лионский, богослов, Отец Церкви (177—202)
- Элпидий Лионский (умер в 422), святой
- Евхерий Лионский[2] (англ. Eucherius of Lyon; St. Eucherius; ок. 433—449), святой
- Рустик Лионский (494—501), святой
- Вивентиол Лионский (514—524), святой
- Сакердос Лионский (после 538—551/552), святой
- Никита (Низье) Лионский (551/552—573), святой
- Аннемунд Лионский (645—658), святой
- Генезий Лионский (658—678), святой
- Лейдрад (798/799—816)
- Агобард (814—835 и 838—840), святой
- Амаларий (835—838)
- Амолон (840—852)
- Гуго де Ди (1082—1106), отлучил от церкви короля Филиппа I Французского
- Филипп (1246—1267), впоследствии граф Савойи и Бургундии
- Пьер де Тарантез (1272—1273), впоследствии папа Иннокентий V
- Карл II де Бурбон (1447—1488)
- Альфонс Луи дю Плесси (1628—1653), брат кардинала Ришельё
- Жозеф Феш (1802—1839), политик, родственник Наполеона
- Жан-Мари Вийо (1965—1967)